# Kościół św. Jerzego w Kamienicy
Zespół kościoła parafialnego pw. Św. Jerzego w Kamienicy na Opolszczyźnie. Przynależy do diecezji opolskiej i dekanatu  Paczków.
W skład zabytkowego zespołu wchodzi kościół parafialny wraz z wyposażeniem oraz zabytkowy mur okalający świątynię wraz z bramami oraz krzyżem pokutnym i XIX wieczną figurą.

## Historia kościoła
Zbudowany w 1914 r. na planie centralnym z dzwonnicą po stronie wschodniej. Znajduje się w centralnej części wsi (nr 89), przy drodze głównej (do roku 2002 przy drodze krajowej nr 46) na południowym brzegu strumienia Kamienica. Budowla posiada barokowo-rokokowe wyposażenie z XVIII/XIX (obrazy, rzeźby, ambona, chrzcielnica, tabernakulum, ołtarz główny, boczny prawy i lewy, ława kotlarska, organy, mechanizm zegarowy, żyrandol) oraz naczynia liturgiczne z XVII-XVIII.
Wyposażenie pochodzi z XIV-wiecznego wczesnogotyckiego drewniano-kamiennego (prawdopodobnie kamiennego z drewnianą dzwonnicą) kościoła wzmiankowanego w 1666 roku również pw. św. Jerzego, wybudowanego w miejscu prawdopodobnie pierwszej świątyni wsi, powstałej pomiędzy rokiem 1200 a 1250, z której pochodzi także XIV-wieczny dzwon.

Przypuszczalnie wczesnogotycki kościół posiadał funkcję obronną i powstawał równolegle z drugimi fortyfikacjami Paczkowa. Za tak postawioną teza przemawia m.in. istnienie kamiennego muru otaczającego zespół kościoła. 
W kościele na chórze prospekt barokowych organów. Instrument wykonany przez Richard Landau ze Świdnicy (Schweidnitz). Organy zostały opatrzone numerem opusowym 104.
W kościele odbywają się koncerty Paczkowskiego Festiwalu Muzyki Organowej i Kameralnej im. Moritza Brosiga.

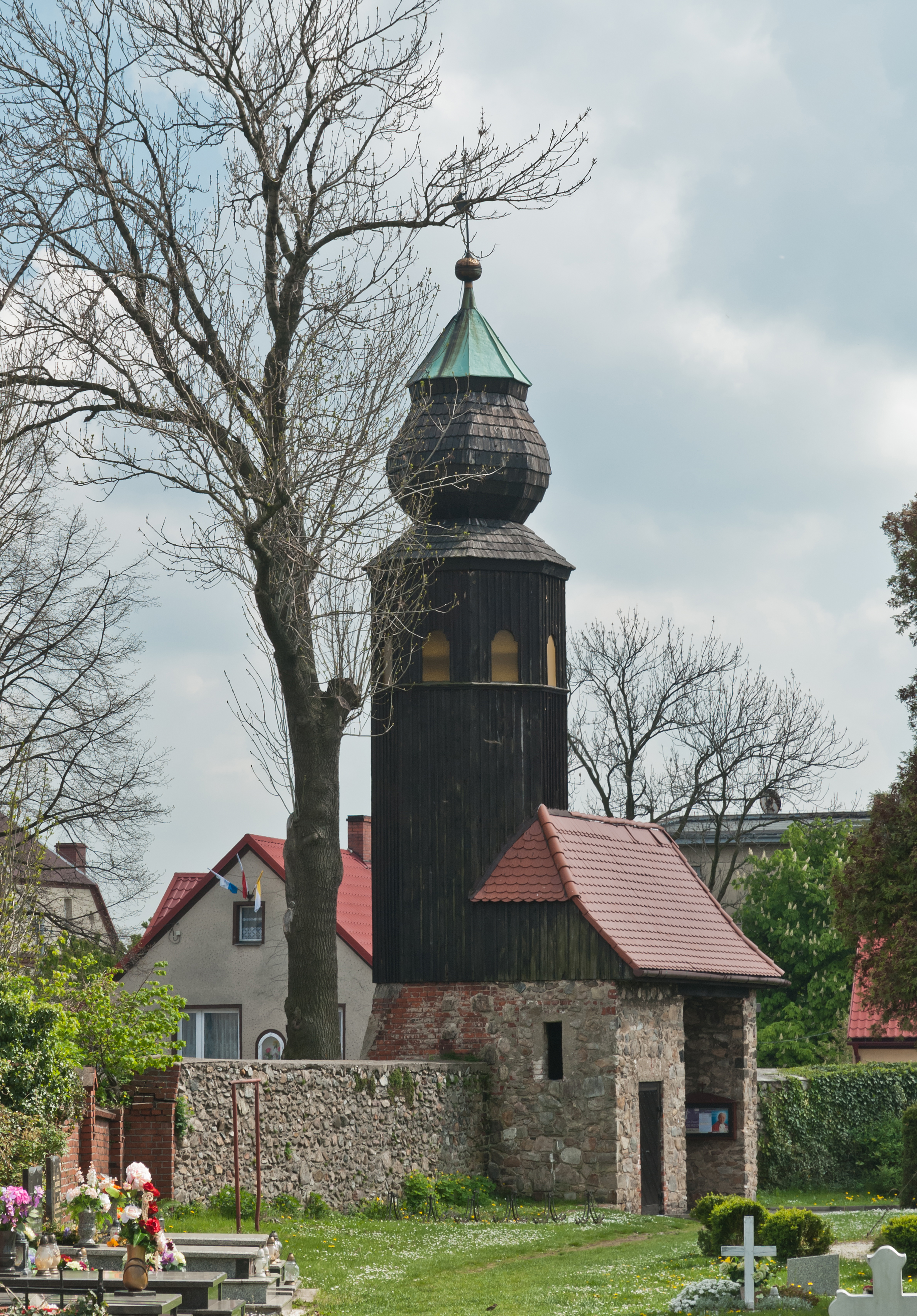
Zabytkowa wieża bramy wschodniej - pozostałość po wcześniejszej, wczesnogotyckiej świątyni.

Przy wejściu głównym do kościoła 3.08.2008 r. wmurowana pamiątkowa tablica z napisem w jerzyku polskim oraz niemieckim o treści: "Ku pamięci wszystkich zmarłych, którzy w Kamienicy żyli, swoją ojczyznę mieli i na tym cmentarzu lub na obcej ziemi spoczywają".

## Mur z bramami
Kościół wraz z fragmentem cmentarza przykościelnego od strony południowej otacza XVI-XVIII wieczny mur z kamienia polnego o wysokości do 3,5 m. W murze dwie bramy: południowa z XVI w., przebudowana w XVIII w. z renesansową attyką oraz obrazem Świętego Jerzego zabijającego smoka. Attyka uszkodzona w czasie nawałnicy w latach 90. XX wieku, a następnie doszczętnie zniszczona w czasie prac remontowych.
Brama wschodnia z XVIII w. ze stojącą obok drewnianą wieżyczką. Hełm wieży kryty gontem z oryginalną chorągiewką w kształcie wizerunku patrona kościoła. Wieżyczka jest pozostałością po wcześniejszym, drewnianym lub drewniano kamiennym kościele.

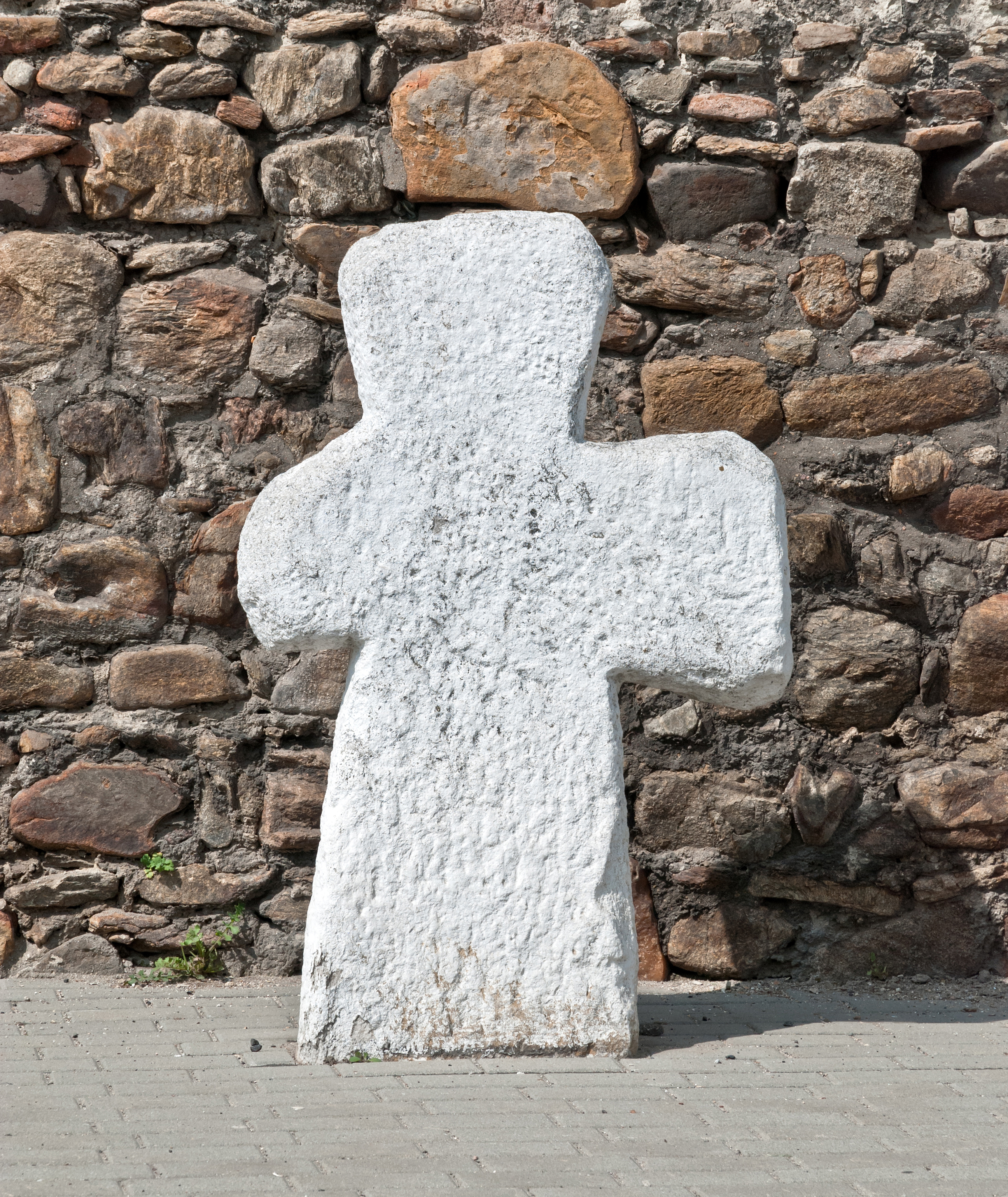
Krzyż pokutny

Teren kościoła i cmentarz przykościelny od strony zachodniej i wschodniej otacza mur ceglany. W najstarszej części cmentarza (przy bramie południowej) dobrze zachowane niemieckie groby w początków XX w. Przed bramą południową, od strony ulicy późnośredniowieczny (XIV lub XVI-wieczny) granitowy monolityczny krzyż (prawdopodobnie krzyż pojednania, pokutny) oraz kamienna figura św. Jana Nepomucena z roku 1801. Brak zachowanych źródeł potwierdzających powód fundacji tego krzyża.
Figura pierwotnie zlokalizowana bliżej jezdni i bramy, pomiędzy dwoma kilkudziesięcioletnimi lipami zniszczonymi w czasie nawałnicy w latach 90. XX wieku. Podczas prac remontowych w na przełomie XX i XXI wieku figura przeniesiona kilka metrów w stronę zachodnią pod mur.
Obok kościoła, od strony wschodniej zabytkowy dom gminny (niegdyś plebania) z I poł. XIX w.

## Stan obecny
Zespół kościoła remontowany bez dbałości o zachowanie stanu historycznego. Wnętrze kościoła pozbawione tzw. balasek komunijnych. Przeprowadzone wycinki kilkudziesięcioletnich, okazałych drzew (topole, lipy, wierzby płaczące) bez nowych nasadzeń.